# Lost Cave
Lost Cave ist eine Kurzfilm-Reihe vom deutschen Splatterfilm- und Independentfilm-Regisseur Simon Spachmann aus dem Jahr 2024. Die beiden Filme wurden auf einer Kompilation veröffentlicht.

## Handlung

### Lost Cave 1
Die beiden YouTuber Melody und Simon sind auf dem Weg zu einer angeblichen Kannibalenfarm, einem Lost Place mitten im Wald. Dort sollen sich grausame Geschehnisse abgespielt haben. Auf dem Weg dorthin verlaufen sie sich jedoch und machen sich gegenseitig Vorwürfe. Schließlich finden sie eine Hölle und betreten diese. Dort treffen sie auf eine grausam zugerichtete Leiche und flüchten. Simon wird von irgendetwas verfolgt und stolpert auf der Flucht. Schmerzensschreie sind zu hören.

### Lost Cave 2
Zu Beginn enthüllen die beiden, das es sich beim ersten Video um einen Fake handelte, zu dem sie sich spontan entschlossen haben, da sie die Farm nicht finden konnten. nun hätten sie aber den Weg recherchiert. Sie müssen zuerst durch eine weitere Höhle. Dort treffen sie auf einen verirrten Mann, der angibt, nicht aus der (bis zu diesem Zeitpunkt übersichtlich angeordneten Höhle) herauszufinden. Seine Reisegruppe sei auch verloren. So ganz glauben sie seine Geschichte nicht, schlagen aber dennoch bei ihm ihr Nachtlager auf, um ihm am nächsten Tag hinauszuhelfen. unter dem Vorwand eine Toilettenpause zu machen, beratschlagen sie das weitere Vorgehen. Dabei treffen sie jedoch auf Kannibalen und fliehen. Am Ende sterben alle Beteiligten auf grausame Weise.

## Hintergrund
Der Film bedient sich der Found-Footage-Thematik und wurde überwiegend mit Bodycam und Kopfkamera im Stile eines Vlogs gefilmt, bei dem die beiden Protagonisten immer wieder den Zuschauer ansprechen.

## Veröffentlichung
Die beiden Filme wurden auf einer Kompilation unter dem Titel Garden of Gore – Gore Short Compilation Vol. 1 am 24. März 2024 veröffentlicht. Neben den beiden Filmen waren außerdem die Kurzfilme Traces of Snuff Mixtape Volume 1 und 2sowie die überarbeitete Born Dead-Fortsetzung Born Dead 2 – Redux auf der Kompilationzu finden. Die Erstauflage erschien über das eigene Label Garden of Gore, die zweite Auflage als Hartbox und Slipcase über die österreichischen Uncut-Labels Black Lava Entertainment und Uncut.tv.

## Rezeption
Auf der Fanseite Splatgore lobte der Autor die Filme: „[I]m Vergleich zu den anderen Kurzfilmen von Simon fällt dieser doch recht unblutig aus, was aber keineswegs schlecht ist, da es auch Charme hat. In einer dunklen Höhle kann eben vieles passieren und das bekommt man hier eben auch zu sehen.“